# Stentjärnarna (Sorsele socken, Lappland, 728323-152140)
Stentjärnarna är en sjö i Sorsele kommun i Lappland och ingår i Umeälvens huvudavrinningsområde. Stentjärnarna ligger i Vindelfjällen Natura 2000-område.